# Trenton (Tennessee)
Trenton é uma cidade localizada no estado norte-americano de Tennessee, no Condado de Gibson.

## Demografia
Segundo o censo norte-americano de 2000, a sua população era de 4683 habitantes.
Em 2006, foi estimada uma população de 4557, um decréscimo de 126 (-2.7%).

## Geografia
De acordo com o United States Census Bureau tem uma área de
14,4 km², dos quais 14,3 km² cobertos por terra e 0,1 km² cobertos por água. Trenton localiza-se a aproximadamente 116 m acima do nível do mar.

## Localidades na vizinhança
O diagrama seguinte representa as localidades num raio de 20 km ao redor de Trenton.